# Amsterdam Book Auctions
Amsterdam Book Auctions was een veilinghuis in de Nederlandse hoofdstad Amsterdam dat jaarlijks ongeveer zes live veilingen organiseerde, waarbij ook vooraf via internet geboden kon worden. De kernactiviteit van het veilinghuis bestaat uit het veilen van oude en antieke boeken, en moderne literatuur. Als nevenactiviteit veilt het bijzondere en zeldzame affiches, kunst, antiek, en memorabilia. 
Het veilinghuis is in 2019 opgeheven na 45 veilingen te hebben gerealiseerd.

## Geschiedenis
Het veilinghuis komt voort uit diverse veilinghuizen uit het noorden van Nederland van de Groningse veilingmeester Geert Postma. Het veilinghuis startte zijn activiteiten in 2007, maar werd in februari 2008 officieel geopend door de wethouder van cultuur Eddie Linthorst. De huidige eigenaar is Michael del Pino.

## Persoonlijke collecties 2008
Het veilinghuis heeft honderden inzenders. Soms wordt echter een grote verzameling van één verzamelaar ingezonden. Amsterdam Book Auctions veilde tot januari 2009 de volgende privécollecties:
- Collectie Schouten: Honderden plaatjesalbums begin 20e eeuw, eind 19e eeuw.
- Collectie Otto Meyer: Voormalig museumdirecteur van onder andere Stedelijk Museum Amsterdam en het Joods Historisch Museum Amsterdam. Enkele duizenden kunstboeken en catalogi medio 20e eeuw; veilingcatalogi waaronder Goudstikker; expositiecatalogi waaronder het Stedelijk Museum Amsterdam, Joods Historisch Museum, en Museum Willet-Holthuysen. Daarnaast een uitgebreide collectie plateel, tin, zilver en andere toegepaste kunst. Voorts enkele tientallen kavels, museumfotografie en affiches midden 20e eeuw en een bescheiden collectie judaïca.
- Collectie Robert de Boer: ruim duizend stripalbums, waaronder een aantal zeldzame eerste edities.

## Locatie
Het veilinghuis is (samen met de YD-Kunstuitleen) gesitueerd in het voormalige pand van de Heineken-Rolluikenfabriek in de Quellijnstraat te Amsterdam-Zuid. Aangezien alle locaties binnen het gehele gebouw door koetsen moesten kunnen worden bereikt, zijn de ruimtes relatief hoog. De gevel van het gebouw wijkt hierdoor opvallend af van de aanpalende gebouwen.

## Nevenactiviteiten
Het veilinghuis organiseerde mei 2008 de expositie Holland Festival, 60 Jaar In 60 Affiches.